# Carolyn Blume
Carolyn Blume ist eine Fremdsprachendidaktikerin (Fachdidaktik Englisch). Sie ist Professorin für Didaktik der englischen Sprache an der Pädagogischen Hochschule Heidelberg.

## Biographie
Carolyn Blume studierte am Mercy College, in Harvard und an der Stanford University. Sie wurde an der Leuphana Universität Lüneburg promoviert. Sie war von 2020 bis 2024 Juniorprofessorin für digitales Lehren und Lernen an der Technischen Universität Dortmund. Seit 2024 ist sie Professorin für Didaktik der englischen Sprache, Literatur und Kultur an der PH Heidelberg.

## Werke (Auswahl)
- Carolyn Blume: Games people (don’t) play: An analysis of pre-service EFL teachers’ behaviors and beliefs regarding digital game-based language learning. In: Computer Assisted Language Learning, 33(1/2), 2020, Seite 109–132.
- Carolyn Blume: Inclusive digital games in the transcultural communicative classroom. In: ELT Journal, 75(2), 2021, Seite 181–192.